# Szombathelyi repülőtér
A Szombathelyi repülőtér (ICAO: LHSY) Szombathely városától északra 5 kilométer távolságra fekszik. A két világháború között fontos katonai repülőtérként üzemelt, napjainkban azonban már csak polgári célra használják. Hívójele a Szombathely INFO a 119,7 megahertzes frekvencián. A reptéren csak nappali VFR repülés folytatható.

## Története

### A kezdetek
A városban már a repülés kezdetén előfordultak pilóták. 1913 nyarán Dobos István Albatrosz típusú gépével vidéki városokat látogatott, és leszállt Szombathely határában is. 1913. október 5-én a Magyar Aero Szövetség repülőversenyt hirdet Szombathelyen, ahol gyorsasági, magassági és időtartam kategóriában indulhattak a versenyzők. Az első két kategória győztese, Whittman Pálmai Viktor repülőgépe a verseny után teljesen összetörött, de ő és utasa nem sérültek meg.
Hivatalosan 1915-ben alapítják meg katonai repülőtérként, mivel a hadügyi kormányzat – Olaszország váratlan hadba lépése miatt – elrendelte a 4. repülő pótszázad ide helyezését. Az egységet a Nagymezőre, a várostól nem messze található, volt lovassági gyakorlótérre telepítették. Betonhangárok, szerelőműhelyek és raktárak is épültek, de szintén ekkora készült el a még ma is használható bekötőút.
A trianoni békeszerződés után rövid időre megszüntették, de 1924-ben ismét létrehoztak egy katonai repülőteret és repülő-iskolát. Ennek neve Magyar Királyi Repülőgép-vezető Iskola, más néven REGVI. 1925-ben már több mint 16 ezer felszállás történt, először Oravecz, majd Bristol és Udet gépeken. 1928-ban és 1929-ben újabb komoly fejlesztések kezdődtek: megvették az akkor még szabad, Söptéig nyúló földdarabot (B reptér) és a Vát melletti, már addig is használt területet (C és D reptér). Ezzel az ország legnagyobb, csaknem 4 négyzetkilométer alapterületű repülő kiképzőbázisa jött létre. Az iskola fő feladata továbbra is az alapképzés volt, de a harmincas évek elejétől megkezdődött a vadász és főleg a bombázó pilóták oktatása, valamint itt történt az Olaszországból beszerzett gépek átvétele is.
A sportrepülés is ebben az időszakban kezdett feléledni, már 1934-ben Repülő egyesület alakul. A Magyar Aero Szövetségtől kapott támogatásból a lelkes tagok megépítettek egy Zöglinget, amelynek a Haladás nevet adják, majd ajándékba kapnak egy másikat.

### A háború és az ötvenes évek kényszerszünete
A második világháború eléjén a repülőtér szerepe átértékelődött, 1940-ben elköltözött a Bagolyvár mellől az Újperint rétre. A reptér feladata továbbra is az utánpótlás minél gyorsabb biztosítása maradt, ami állandó bővítéseket tett szükségessé. A vitorlázórepülők 1942-ben Vátra helyezték a gyakorlati képzést, itt már felváltják a gumiköteles indítást csörlő üzemre.  A katonai repülés ekkoriban ismét előtérbe kerül, de a sportrepülés továbbra is működik. A háború alatt a vitorlázógépeket a Nárai plébánia pajtájában és Csákánydoroszlóban, a Batthyány majorban bújtatják el, így azok megmenekültek.
A légicsapások elleni védművek építését is megkezdték 1944-től. Az első légitámadás 1944. július 26-án késő délelőtt érte a repülőteret. A Vörös Hadsereg előrenyomulása miatt 1945. március 25–28. között felsőbb parancsra felrobbantották a repülőtéren lévő összes hangárt. Kiépített földi védelem nem lévén, az ismétlődő szovjet támadásokat az ilyen harchoz egyáltalán nem szokott repülők igyekeztek visszaverni. A katonai repülőtér története 1945. március 29-ével ért véget, amikor a reggeli órákban a Vörös Hadsereg 6. gépesített-dandár harckocsiezrede harc nélkül elfoglalta az akkora már szinte teljesen használhatatlanná vált légibázist.
Az intenzív vitorlásrepülő-élet 1948-ban indult meg ismét, ebben az évben rendezték meg a háború utáni első sportrepülő tábort is. Azonban politikai nyomásra 1949 végén több mint hét évre megszüntették a sportrepülést Szombathelyen, noha néhányan megkeresték az 1951-ben megalakult MRSZ vezetését is. Ekkoriban a Pápán üzemelő repülőklub fogadta hétvégenként a szombathelyi pilótákat, míg 1957. július 1-jén újra szárnyra kaphattak a város saját repülőterén.

### Az újraindulástól a rendszerváltásig
Az újraindulás után ismét aktív repülőélet kezdődött. 1966-ban a Szombathelyi Sportrepülők felveszik a Leonov Repülőklub nevet. 1968-ban "B" kategóriás repülőklubbá minősítették, és egyben megvonták az állami anyagi segítséget is. A Góbé típusú repülőgépeket a szombathelyi gyárban javították, majd gyártották is. 1982 végén szállt fel az első, Szombathelyen gyártott Góbé, amelyet a Szombathelyi Repülőklub kapott meg. A gyár a rendszerváltáskor megszűnt, az üzem területét pedig átalakították hangárnak.

### A rendszerváltástól napjainkig
A rendszerváltás után az ÁPV Rt. kezelésébe került, jelenleg Szombathely város tulajdonában van. Noha Medgyessy Péter miniszterelnök 2002-ben még támogatásáról biztosította a repülőteret fejleszteni kívánó önkormányzatot, e téren mégsem történt előrelépés.
A repülőtér jövőjét tekintve két lehetőség van: területét a szomszédos ipari parkhoz csatolják vagy nemzetközi forgalmú kereskedelmi repülőtérré alakítják. A repülőtér bővítése a városfejlesztési programban kiemelt helyen van. A repülőtér Szombathely tulajdonában van, de egy része Gencsapáti területére esik. További 360 hektáros terület megvásárlásával 600 hektárosra bővítenék a repülőteret, a földet a honvédségtől vásárolnák meg.

## Egyéb nevezetességei
1991. augusztus 19-én II. János Pál pápa szentmisét mutatott be a repülőtéren.